# 銅鑼鄉
銅鑼鄉（臺灣客家語四縣腔：tungˇ loˇ hiongˊ），舊稱「銅鑼灣」，位於臺灣苗栗縣中南部，關刀山山脈西北側，苗栗丘陵東側。北毗苗栗市，西臨通霄、西湖兩鄉鎮，東鄰公館、大湖兩鄉，南接三義鄉。氣候屬於副熱帶季風氣候，溫和多雨，雨季主要在5月至9月。人口以客家人為主要族群，約佔94.5%。

## 歷史
銅鑼鄉開拓始於清乾隆初年，粵人藍之貴率族人三十餘戶，墾荒地、斬荊棘、闢田園，結廬舍於竹仔林(現在的竹森村一帶)。
乾隆十年(1745年)，彰化豪強王桂麟嫉其有成，乃向官府偽報藍之貴為匪首，其廬全為匪窩，即率領官兵征剿。因寡不敵眾，所過之處被焚掠一空，最後殘餘廬舍三棟，故有「三座屋」之稱。
乾隆十二年廣東嘉應州鎮平人，吳士貴、吳榮芳，繼藍之貴之後，廣招移民，跟循其墾闢舊跡，由芎蕉灣(今朝陽村)向南擴展，至田洋(今銅鑼火車站前，尖豐公路以南地方)樟樹林等地，一面將居住於該地原住民驅逐於雞隆深山，一面開墾田園，逐漸形成村落。
同年，廣東陳國興與曾朝速、巫朝剛、曾俊珀、曾東興等人組織「五大股」，開闢牛角坑、早坑、山水坑、長潭坑(均在九湖村)等地。
乾隆年間 (1736~1795年)，廣東吳潮光率吳、彭姓壯丁，創建老雞籠與新雞籠庄(興隆、新隆村)。乾隆五十六年(1791年)，嘉應州人賴聯輝開拓三座屋(竹森村)。乾隆末年，嘉應州人李應龍開拓三座屋，為銅鑼李姓始祖；吳琳芳率兄弟五入，開闢樟樹林。
咸豐初年，惠州人吳立傳(吳友宗後裔)率族人由高埔入墾新雞籠(新隆、盛隆村)。
同治十一年(1872年)，廣東吳同麟開拓老雞籠(興隆村)，拓地百餘甲。後來，清廷解除漢人攜眷渡臺禁令，自廣東來台的墾民接踵而至，墾民大多聚集在老街(今福興村)一帶，銅鑼市街也因而初具規模。
昭和十年(1935年)的新竹台中地震造成銅鑼庄327人死亡、約1322戶住家全壞；同時也破壞了雞隆公學校等設施。

## 人口
根據苗栗縣政府民政處統計，2024年底銅鑼鄉戶數約6.2千戶，人口約1.6萬人，鄉內人口最多與最少的村分別是銅鑼村與盛隆村，2024年底兩村人口分別為4,863人與451人，其中銅鑼村也是苗栗縣人口最多的村，在苗栗縣275個村里中則排行第17位。

## 政治

### 歷任首長
| 屆次      | 任次 | 姓名   | 黨籍           | 就職時間       | 卸任時間       | 備註                           |
| --------- | ---- | ------ | -------------- | -------------- | -------------- | ------------------------------ |
| 1（官派） | 1    | 吳蘭森 |                | 1945年         | 1948年12月     | 官派                           |
| 2（官派） | 2    | 張信河 |                | 1949年1月      | 1951年10月31日 |                                |
| 1         | 2    | 張信河 |                | 1951年11月1日  | 1953年10月31日 | 首任民選銅鑼鄉鄉長             |
| 2         | 2    | 張信河 | 1953年11月1日  | 1956年10月31日 |                |                                |
| 3         | 3    | 蘇登松 |                | 1956年11月1日  | 1960年1月15日  |                                |
| 4         | 3    | 蘇登松 | 1960年1月16日  | 1964年2月29日  |                |                                |
| 5         | 4    | 羅吉純 |                | 1964年3月1日   | 1968年2月29日  |                                |
| 6         | 4    | 羅吉純 | 1968年3月1日   | 1973年2月28日  |                |                                |
| 7         | 5    | 李南鵬 |                | 1973年3月1日   | 1977年12月29日 |                                |
| 8         | 5    | 李南鵬 | 1977年12月30日 | 1982年2月28日  |                |                                |
| 9         | 6    | 韋明光 |                | 1982年3月1日   | 1986年2月28日  |                                |
| 10        | 6    | 韋明光 | 1986年3月1日   | 1990年2月28日  |                |                                |
| 11        | 7    | 葉東維 |                | 1990年3月1日   | 1994年2月28日  |                                |
| 12        | 8    | 黃芳椿 | 中國國民黨     | 1994年3月1日   | 1998年2月28日  |                                |
| 13        | 9    | 張正秋 | 中國國民黨     | 1998年3月1日   | 2002年2月28日  |                                |
| 14        | 10   | 黃芳椿 | 無黨籍         | 2002年3月1日   | 2006年2月28日  |                                |
| 15        | 10   | 黃芳椿 | 無黨籍         | 2006年3月1日   | 2010年2月28日  |                                |
| 16        | 11   | 謝其全 | 中國國民黨     | 2010年3月1日   | 2014年12月24日 |                                |
| 17        | 11   | 謝其全 | 中國國民黨     | 2014年12月25日 | 2018年2月15日  | 2018年2月15日因病逝世          |
| 17        | 代理 | 古瑞安 |                | 2018年2月15日  | 2018年2月20日  | 鄉公所秘書暫代鄉務             |
| 17        | 代理 | 陳樹義 |                | 2018年2月21日  | 2018年3月16日  | 苗栗縣政府指派農業處副處長代理 |
| 17        | 代理 | 張正秋 |                | 2018年3月16日  | 2018年12月24日 |                                |
| 18        | 12   | 李瑞廷 | 中國國民黨     | 2018年12月25日 | 2020年2月25日  | 賄選，當選無效定讞             |
| 18        | 13   | 謝昌年 |                | 2020年5月28日  | 2022年12月25日 | 補選上任                       |
| 19        | 13   | 謝昌年 | 2022年12月25日 | 現任           |                |                                |

### 鄉政組織

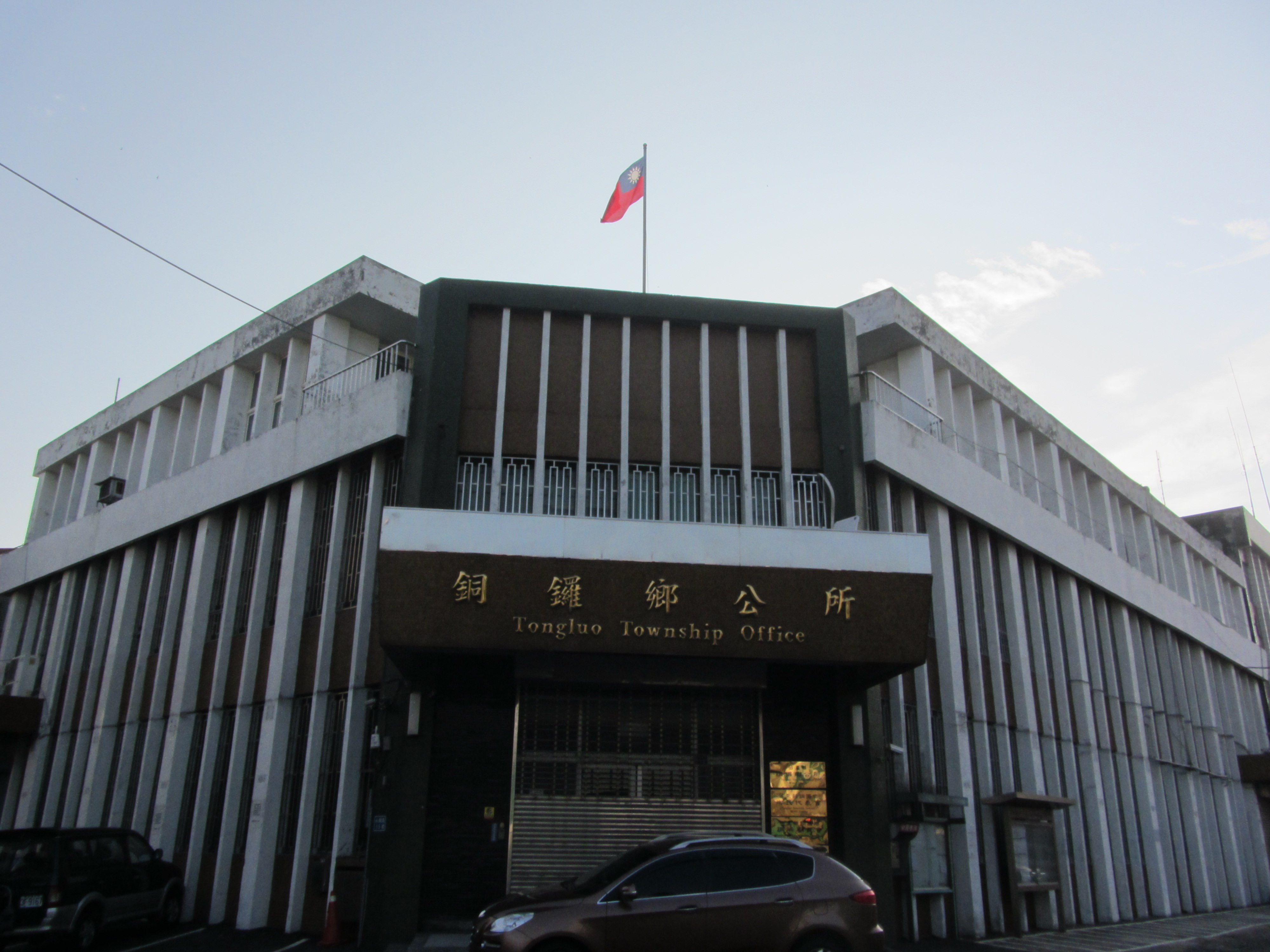
銅鑼鄉公所

銅鑼鄉公所是銅鑼鄉最高層級的地方行政機關，在中華民國政府架構中為鄉自治的行政機關，同時負責執行縣政府及中央機關委辦事項，銅鑼鄉的自治監督機關為苗栗縣政府。鄉長由全體鄉民直接選舉產生，任期為四年，可連選連任一次。銅鑼鄉公所並置鄉政會議，為鄉政最高決策機構，在鄉長之下，設有4課4室等8個內部單位及2個附屬機關。
銅鑼鄉民代表會是銅鑼鄉的最高民意機關，代表銅鑼鄉全體鄉民立法和監察鄉政。鄉民代表由公民直選選出，任期為四年，可連選連任。銅鑼鄉民代表會共有11位鄉民代表，分別為第一選區3席鄉民代表、第二選區2席鄉民代表、第三選區3席鄉民代表、第四選區2席鄉民代表、第五選區1席鄉民代表，主席、副主席由11位鄉民代表互選產生。

### 行政區
銅鑼鄉的行政區劃轄有九湖村、福興村、新隆村、興隆村、盛隆村、朝陽村、竹森村、銅鑼村、樟樹村、中平村等10村，共計218鄰。
| 銅鑼鄉行政區劃                                                                        |
| 朝 陽 村 福興村 中 平 村 竹 森 村 銅鑼村 九 湖 村 樟 樹 村 興 隆 村 盛 隆 村 新 隆 村 |

## 經濟

### 工業

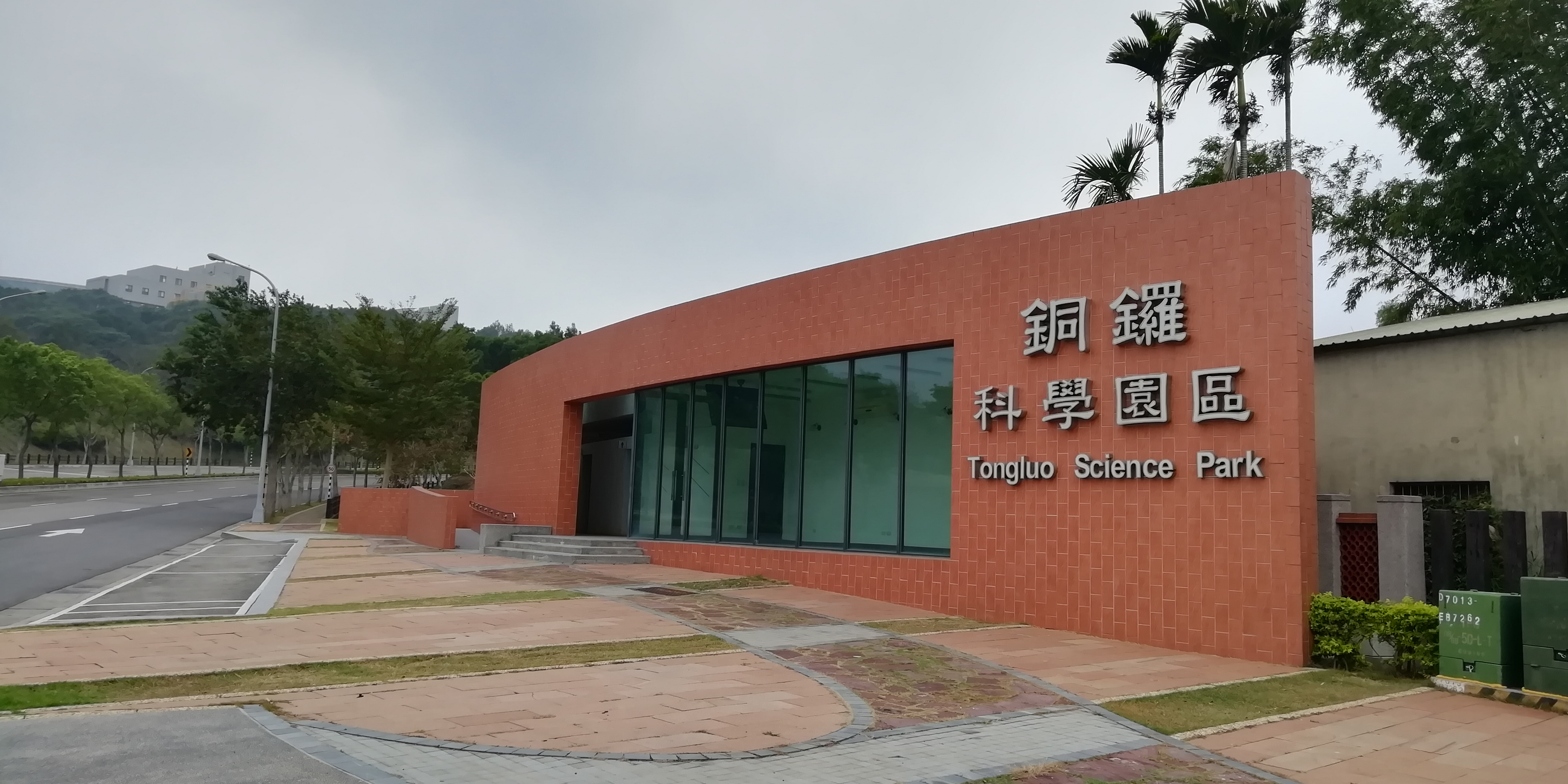
銅鑼科學園區

- 銅鑼工業區
- 中興工業區
- 竹科五期－銅鑼科學園區

### 商業
- 銅鑼老街－福興村附近一帶。

## 教育

### 國民中學
- 苗栗縣立文林國民中學
  - 文隆分校

### 國民小學
- 苗栗縣銅鑼鄉銅鑼國民小學
- 苗栗縣銅鑼鄉中興國民小學
- 苗栗縣銅鑼鄉興隆國民小學
- 苗栗縣銅鑼鄉九湖國民小學
- 苗栗縣銅鑼鄉文峰國民小學
- 苗栗縣銅鑼鄉新隆國民小學

## 交通

### 鐵路
臺灣鐵路管理局
- 臺中線：銅鑼車站

### 主要道路
- 國道一號（中山高速公路）
  - 銅鑼交流道（140）：於2012年11月21日下午3點正式通車
- 台13線
- 台72線（東西向快速公路 後龍－汶水）
  - 銅鑼交流道（20）
- 縣道119線：後龍鎮－西湖鄉－銅鑼鄉－三義鄉
- 縣道119甲線：客屬大橋－公館沿山道
- 縣道128線：通霄鎮－西湖鄉－銅鑼鄉－公館鄉

### 客運
苗栗客運
- 5814苗栗－銅鑼－通霄－苑裡－大甲

新竹客運
- 5664苗栗－銅鑼－三義
- 5658苗栗－銅鑼－新雞隆

## 旅遊

### 景點

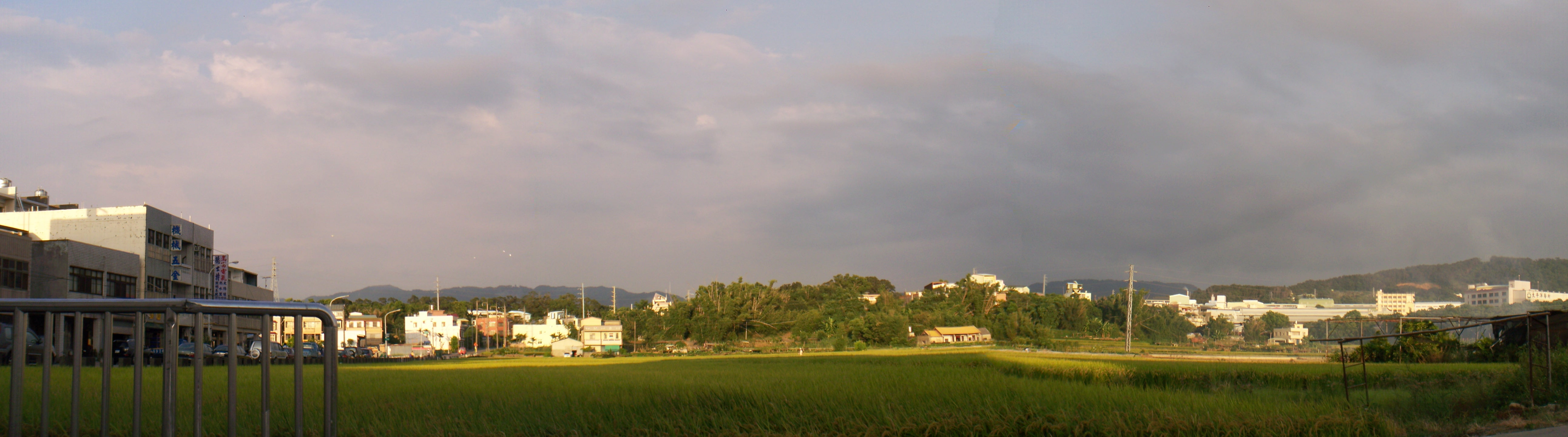
銅鑼鄉稻田景致

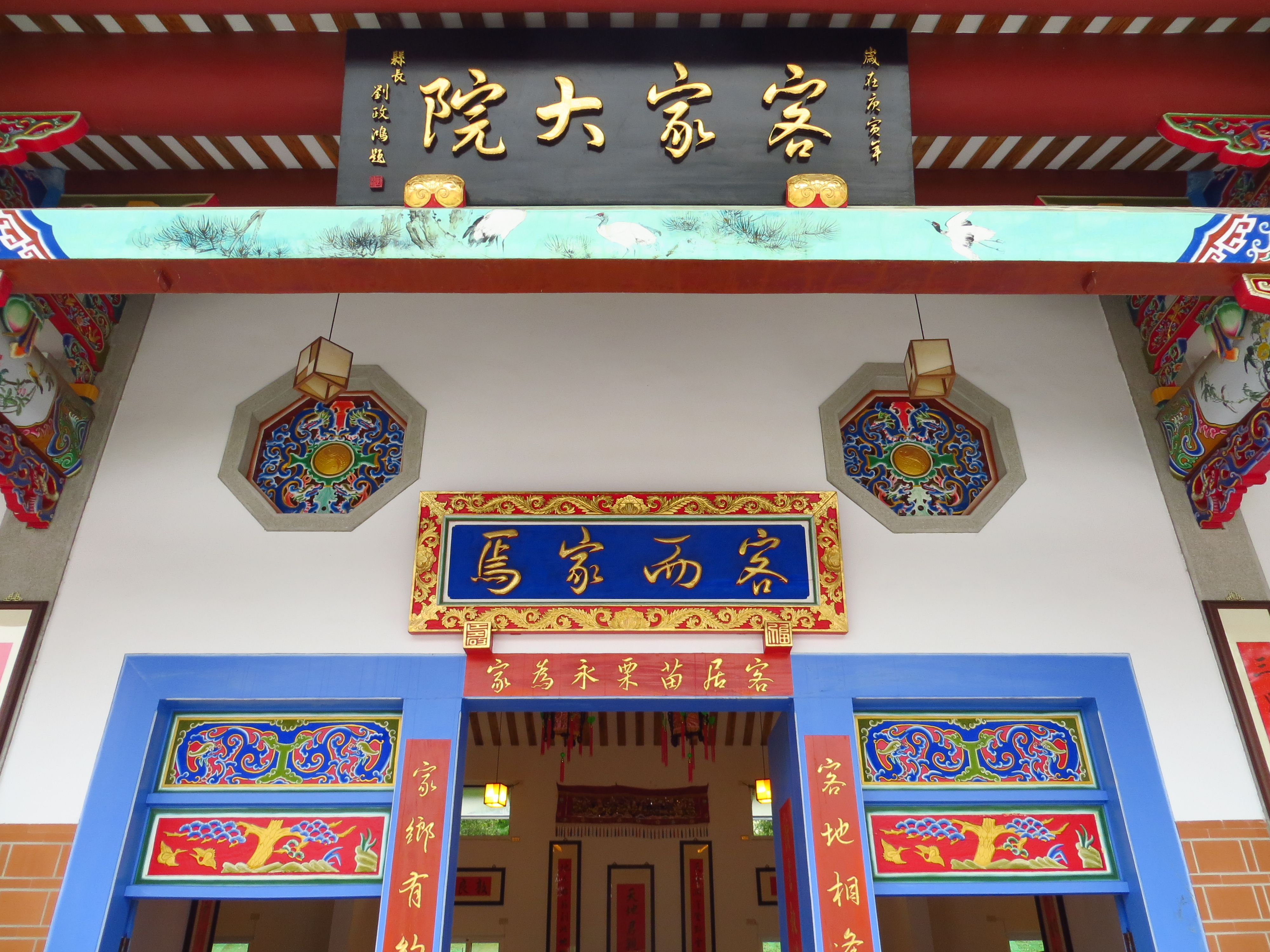
桐花樂活公園內的客家大院

- 臺灣客家文化館：隸屬於客家委員會客家文化發展中心，原名「苗栗客家文化園區」，位於銅鑼科學園區南側。
- 銅鑼自行車道：媒體曾報導過且形容為台灣最高的自行車道（苗38-1沿線）。
- 銅鑼五福廟：主要供奉五嶽大帝及地藏王菩薩，位於福興村中山路4之2號。
- 銅鑼鄉綜合觀光農園
- 大補內彈珠汽水觀光工廠，位於銅鑼村民生路11號。[9][10]
- 銅鑼九華山大興善寺：位於九湖村九湖183號，以持咒加持的水聞名。
- 九龍山天寶寺：昔稱「古蓮寺」，位於九湖村九湖61號，主神被稱為「火觀音」。
- 銅鑼天后宮：主祀天上聖母，創立於道光二十五年，位於福興村復興路48號。
- 銅鑼鄉重光診所：位於銅鑼車站附近，苗栗縣歷史建築。
- 微光書旅：獨立書店青旅，住宿獨享24小時書店，二樓平台追火車是一大特色，是全台唯一鉄道旅店。獨立書店假日下午二點到六點營業，可享用小農菊花茶及肉桂卷等甜點，是苗栗新興文青旅店。
- 老雞隆勤善寺：主祀關聖帝君，位於興隆村的百年古廟。
- 小樹的家咖啡民宿：純白色教堂造型的特色民宿，同時又有一間只開周二、四、六的文青氣息咖啡廳，是網美打卡的熱點。
- 銅鑼鄉龍泉
- 桐花樂活公園（貓貍影城 桐花樂園）：位於台72線23公里處119甲平交路口（客屬大橋方向）出口處，園內設有客家大院。2011年台灣燈會主燈「玉兔呈祥」保存於此。

### 自然生態

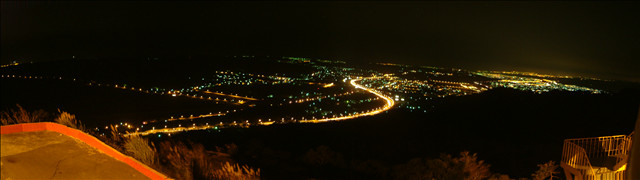
自雙峰山頂俯視銅鑼街區夜景

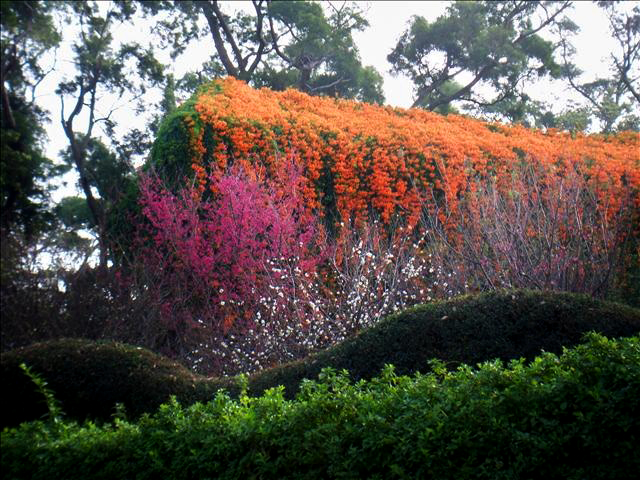
銅鑼公園一隅

- 銅鑼公園：位於縣道128線、銅鑼地政事務所旁，上方至高處觀景台，可眺望公館鄉及中平村。
- 雙峰山：座落銅鑼鄉樟樹村，標高538公尺，於銅鑼台地東南隅，原為關刀山山脈的支稜，被三義斷層於南端橫斷後，形成四周低陷，山體凸起的突出地貌，由苗栗平原南望，雙峰並峙，竣峭美麗，拔地而起，氣勢雄偉，在昔亦為雙峰山苗栗八大景之一。
- 石虎（保育類動物）

## 特產
作物
- 杭菊
- 茶
- 文旦
- 芋頭
- 稻

美食
- 客家板條
- 銅鑼蛋餅
- 肚臍餅
- 蕃薯餅
- 豆漿煎蛋糕

其他
- 土雞
- 油桐花

## 外部連結
- 苗栗縣銅鑼鄉公所全球資訊網 （页面存档备份，存于）（繁體中文）
- 苗栗縣銅鑼鄉公所的Facebook專頁（繁體中文）